# Dialogo tra la Santa Sede e la Fraternità sacerdotale San Pio X
Per un certo numero di anni dopo le controverse consacrazioni del 1988, il dialogo fra la Fraternità sacerdotale San Pio X e la Santa Sede fu scarso o del tutto assente. Questo stato di cose finì quando i fedeli di mons. Lefebvre condussero un grande pellegrinaggio a Roma per il Giubileo dell'anno 2000.

## Durante il pontificato di Giovanni Paolo II
Il 2 luglio 1988 papa Giovanni Paolo II istituì la Pontificia commissione "Ecclesia Dei" per la cura pastorale di coloro che avevano interrotto i rapporti con la FSPPX a seguito della quattro consacrazioni episcopali del 30 giugno 1988, atto che la Santa Sede ritenne illecito e scismatico. La commissione inizialmente collaborò con padre Josef Bisig per istituire la Fraternità Sacerdotale San Pietro e poi rimase dormiente fino al 2000.

### Ruolo del cardinale Castrillón Hoyos
Nel corso del pellegrinaggio cardinale Darío Castrillón Hoyos, presidente della Pontificia commissione "Ecclesia Dei", si avvicinò ai vescovi della FSSPX durante il pellegrinaggio e, secondo mons. Fellay, riferì loro che il papa era disposto a concedere loro o una prelatura personale (una nuova struttura giuridica introdotta dal Vaticano II) o un'amministrazione apostolica (lo status dato ai sacerdoti tradizionalisti di Campos, in Brasile).
La leadership della FSSPX rispose con diffidenza, dichiarando che Castrillón era stato vago circa il modo in cui la nuova struttura sarebbe stata implementata e sostenuta, e criticando la durezza del trattamento da parte della Santa Sede nei confronti della Fraternità di San Pietro. Essi chiesero due "segni" preliminari prima di proseguire le trattative: che la Santa Sede concedesse a tutti i sacerdoti il permesso di celebrare la messa tridentina; e che la dichiarazione secondo cui le consacrazioni del 1988 avevano comportato la scomunica per i chierici coinvolti fosse dichiarata nulla.

### Lettera del 2002
Il cardinale Castrillón rifiutò di concedere interviste sull'argomento, al fine di "mantenere la riservatezza dei particolari del nostro dialogo", anche se questo silenzio fu rotto quando fu successivamente pubblicata la sua lettera del 5 aprile 2002 indirizzata al vescovo Bernard Fellay. Essa conteneva il testo di un protocollo riassuntivo dell'incontro avvenuto il 29 dicembre 2000. Prevedeva una riconciliazione sulla base del protocollo Lefebvre-Ratzinger del 5 maggio 1988, che prevedeva la revoca delle scomuniche del 1988 anziché la loro dichiarazione di nullità. Dal 2003 in poi, i rapporti annuali della Pontificia Commissione Ecclesia Dei iniziarono a riferire sul dialogo tra le autorità vaticane e la FSSPX, a partire da "alcuni incontri ad alto livello e... uno scambio di corrispondenza" del 2003, continuando con "il dialogo a vari livelli... [e] incontri, alcuni ad alto livello" nel 2004, fatti che condussero a un dialogo "un po' migliorato" con "proposte più concrete" nel 2005.

## Durante il pontificato di Benedetto XVI
Il 2005 fu l’anno dell'ascesa al soglio pontificio di papa Benedetto XVI, che aveva partecipato alle trattative del 1988 e che era considerato favorevole al rito romano antico. Nell'agosto 2005, Benedetto incontrò mons. Fellay per 35 minuti, su richiesta di quest'ultimo. Non si verificò stata alcuna svolta, ma le dichiarazioni di entrambe le parti evidenziarono un’atmosfera positiva. Fu riferito che all'inizio del 2006 la questione della FSSPX era tra gli argomenti di discussione negli incontri del Papa con i cardinali e i funzionari della Curia.

### Summorum Pontificum
Nel luglio 2007, il Papa promulgò il motu proprio Summorum Pontificum, che liberalizzò la celebrazione della Messa tridentina. In una lettera di accompagnamento, egli scrisse di voler vedere "una riconciliazione interiore nel cuore della Chiesa" e di "fare ogni sforzo per consentire a tutti coloro che desiderano veramente l'unità di rimanere in quell'unità o di raggiungerla di nuovo". Frasi che erano presumibilmente un riferimento alla FSSPX e ad altri tradizionalisti in disputa con Roma. Mons. Fellay, pur accogliendo con favore la decisione del Papa, menzionò le "difficoltà che ancora permangono", e affermò che la FSSPX auspica che il nuovo "clima favorevole" che “avrebbe reso possibile –dopo la cancellazione del decreto di scomunica che ancora interessava i suoi vescovi- di prendere in considerazione più serenamente i problemi dottrinali oggetto di disputa”.
Nell'aprile 2008, mons. Fellay pubblicò la Lettera agli amici e ai benefattori n. 72, informando i fedeli della FSSPX che, nonostante sia Summorum Pontificum sia i recenti documenti vaticani sul vero significato della Lumen gentium e dell'evangelizzazione, la Fraternità non poteva ancora sottoscrivere un accordo con la Santa Sede, poiché quest’ultima non si sarebbe occupata di errori dottrinali. Due mesi dopo, dopo un incontro tenutosi a Roma tra i due, il cardinale Castrillón Hoyos indicò cinque condizioni che la FSSPX doveva osservare in vista del conseguimento della piena comunione. Il Cardinale non domandò in modo esplicito l’accettazione del Concilio Vaticano II come un vero concilio ecumenico o della validità della Messa di Paolo VI, materie sulle quali poi la Segreteria di Stato mise in chiaro che era necessario l’accordo al fine dell’unità della dottrina. In diverse occasioni, ma soprattutto nell'omelia che tenne il 26 ottobre 2008 in occasione del pellegrinaggio della FSSPX a Lourdes, Fellay replicò che le richieste vaticane erano ambigue. Dal 1º novembre al Natale 2008 lanciò una nuova Crociata del Rosario. La prima crociata di questo tipo era stata intrapresa per chiedere la liberalizzazione della messa tridentina. La seconda fu avviata per pregare affinché le scomuniche del 1988 fossero dichiarate nulle. Fellay in seguito riferì su DICI.org che durante tale Crociata il Rosario fu recitato un milione e settecentomila volte.

## Remissione della scomunica
Con decreto del 21 gennaio 2009 (protocollo n. 126/2009), emesso in risposta a una rinnovata richiesta del 15 dicembre 2008 che Fellay fece a nome dei quattro vescovi consacrati il 30 giugno 1988, il prefetto della Congregazione per i Vescovi, per la potestà espressamente concessagli da papa Benedetto XVI, rimise la scomunica latae sententiae che per ciò era incorsa, ed espresse l'auspicio che ad essa seguisse quanto prima la piena comunione di tutta la Fraternità San Pio X con la Chiesa, testimoniando così, con la prova dell'unità visibile, la vera lealtà e il vero riconoscimento del Magistero e dell'autorità del Papa.
Una Nota della Segreteria di Stato del 4 febbraio 2009 precisava che, mentre la revoca della scomunica liberava i quattro vescovi da una gravissima pena canonica, essa non modificava la situazione giuridica della Fraternità San Pio X, che continuava a difettare del riconoscimento canonico all’interno della Chiesa cattolica, e che i quattro vescovi continuavano a rimanere senza alcuna funzione canonica nella Chiesa e a non poter esercitare legittimamente alcun ministero al suo interno. La nota aggiungeva che il futuro riconoscimento della Società richiedeva il pieno riconoscimento del Concilio Vaticano II e dell'insegnamento dei papi Giovanni XXIII, Paolo VI, Giovanni Paolo I, Giovani Paolo II e Benedetto XVI, ribadendo l'assicurazione data nel decreto del 21 gennaio 2009 che la Santa Sede avrebbe studiato, insieme agli interessati, le questioni non ancora risolte, in modo da giungere ad una piena e soddisfacente soluzione dei problemi che avevano dato origine allo scisma.
Papa Benedetto XVI confermò questa posizione nel suo motu proprio Ecclesiae unitatem del 2 luglio 2009, in cui dichiarava che togliendo la scomunica ai quattro vescovi “ho inteso togliere un impedimento che poteva pregiudicare l’apertura di una porta al dialogo e invitare così i Vescovi e la "Fraternità San Pio X" a ritrovare il cammino verso la piena comunione con la Chiesa... la remissione della scomunica è stata un provvedimento nell'ambito della disciplina ecclesiastica per liberare le persone dal peso di coscienza rappresentato dalla censura ecclesiastica più grave. Ma le questioni dottrinali, ovviamente, rimangono e, finché non saranno chiarite, la Fraternità non ha uno statuto canonico nella Chiesa e i suoi ministri non possono esercitare in modo legittimo alcun ministero".

### 2009-2011: Colloqui Fellay-Levada
Nel 2009, papa Benedetto XVI affidò alla Congregazione per la Dottrina della Fede, allora presieduta dal cardinale William Levada, il compito di continuare il dialogo con la Fraternità San Pio X sulle questioni teologiche aperte, nella speranza di giungere alla riconciliazione. L'équipe responsabile del dialogo con la Fraternità San Pio X per conto della Chiesa cattolica comprendeva Charles Morerod, ex rettore e professore di teologia e filosofia della Pontificia Università San Tommaso d'Aquino (Angelicum).
Nel febbraio 2011, il vescovo Bernard Fellay dichiarò che i colloqui di riconciliazione con il Vaticano sarebbero presto giunti al termine, con pochi cambiamenti nelle opinioni di ambo le parti. Oltre alle polemiche sulle modifiche introdotte dal Concilio Vaticano II, nuove problematiche erano emerse a seguito del progetto di beatificazione di papa Giovanni Paolo II il 1º maggio 2011, che poneva "un problema serio, il problema di un pontificato che ha causato ciò che era necessario per procedere a passi da gigante nella direzione sbagliata, lungo linee 'progressiste', verso tutto ciò che essi chiamano 'lo spirito del Vaticano II”.
Il 14 settembre 2011, il cardinale Levada incontrò mons. Fellay, al quale presentò un documento indicato come preambolo dottrinale per una possibile riabilitazione della Società e per la relativa concessione di uno status canonico all'interno della Chiesa. Si prevedeva di pubblicare il preambolo o una sua versione riveduta solo dopo l'accordo con la FSSPX. L’ipotesi circolante era che il documento consistesse essenzialmente nell’ordinaria professione di fede richiesta alle persone che assumono uffici nella Chiesa.

### Rifiuto dell’accordo
Il 21 dicembre 2011 la Società replicò in una forma che la Congregazione considerava documentazione piuttosto che una risposta vera e propria, finché nel mese successivo fu fornita una risposta sostanziale. Il 16 marzo 2012 ebbe luogo un ulteriore incontro tra Levada e Fellay. durante il quale Levada consegnò al vescovo una lettera in cui si valutava la risposta della Società. La Santa Sede pubblicò una nota che dichiarava: “In ottemperanza alla decisione di Papa Benedetto XVI, la valutazione della risposta di Sua Eccellenza Mons. Fellay gli è stata comunicata con una lettera consegnatagli oggi. Tale valutazione rileva che la posizione da lui espressa non è sufficiente a superare i problemi dottrinali che sono alla base della frattura tra la Santa Sede e la predetta Società. A conclusione dell'odierno incontro, nella preoccupazione di evitare una rottura ecclesiale dalle conseguenze dolorose e incalcolabili, il Superiore Generale della Fraternità San Pio X è stato invitato a essere così gentile da chiarire la sua posizione per sanare la frattura esistente”. La Società, che secondo alcune fonti era largamente divisa in merito all’accettazione o al rifiuto, fu invitata a chiarire la sua posizione entro il 15 aprile.
Il 17 aprile 2012 la risposta pervenne alla Congregazione per la Dottrina della Fede, che la esaminò e la sottopose al giudizio di papa Benedetto XVI. Il 13 giugno 2012 ebbe luogo un altro incontro tra Levada e Fellay, incontro in cui il cardinale presentò la valutazione della Santa Sede sulla risposta di aprile della Fraternità e ripropose l’istituto della prelatura personale come lo strumento più appropriato per un eventuale futuro riconoscimento canonico della Fraternità. Mons. Fellay disse di non poter firmare il documento di valutazione da parte della Santa Sede. In risposta a una domanda di Fellay se la valutazione fosse stata veramente approvata dal Papa, Benedetto XVI gli inviò una lettera scritta di suo pugno nella quale assicurava che si trattava davvero di una sua decisione personale.
Nel luglio 2012, la Fraternità tenne un capitolo generale per esaminare la comunicazione di giugno della Santa Sede e dichiarò che «la Fraternità continua a sostenere le dichiarazioni e gli insegnamenti del Magistero costante della Chiesa riguardo a tutte le novità del Concilio Vaticano II che restano macchiate da errori, anche con riguardo alle riforme da esso scaturite».
La Santa Sede dichiarava di attendere una risposta ufficiale da parte della Fraternità. In un'intervista del 4 ottobre 2012, l'arcivescovo Gerhard Ludwig Müller, il nuovo presidente della Pontificia Commissione "Ecclesia Dei", rimarcò, a proposito della richiesta della Santa Sede che la Fraternità accettasse le decisioni del Concilio Vaticano II, comprese quelle sulla libertà religiosa e sui diritti umani: «in senso pastorale, la porta è sempre aperta…Non possiamo mettere la fede cattolica in balia delle trattative. Il compromesso non esiste in questo campo. Penso che ora non ci possano essere nuove discussioni». Sempre il 27 ottobre 2012, la Pontificia Commissione dichiarò che il 6 settembre 2012 l'Opera aveva indicato di aver bisogno di più tempo per preparare la sua risposta alle iniziative della Santa Sede. La Commissione commentò: «Dopo trent'anni di separazione, è comprensibile che sia necessario del tempo per assorbire il significato di questi recenti sviluppi. Poiché il nostro Santo Padre, Papa Benedetto XVI, cerca di promuovere e preservare l'unità della Chiesa realizzando la riconciliazione, a lungo auspicata, della Fraternità Sacerdotale San Pio X con la Sede di Pietro – drammatica manifestazione del munus Petrinum in atto – per la quale occorrono pazienza, serenità, perseveranza e fiducia».
Una lettera del dicembre 2012, redatta in inglese e in francese, dell'arcivescovo Joseph Augustine Di Noia, vicepresidente della Pontificia Commissione Ecclesia Dei, indirizzata a tutti i membri della Società, ribadì che la risposta ufficiale di mons. Fellay non era ancora pervenuta. Mons. Di Noia lamentò il fatto che alcuni superiori della Confraternita «impiegassero un linguaggio, nelle comunicazioni non ufficiali, che a tutto il mondo sembrava rifiutare proprio quelle disposizioni, ipotizzate ancora allo studio, come necessarie per la riconciliazione e per la regolarizzazione canonica dei Fraternità all'interno della Chiesa cattolica». Aggiunse: «L'unico futuro immaginabile per la Fraternità Sacerdotale è nel cammino della piena comunione con la Santa Sede, con l'accettazione di una professione di fede non qualificata nella sua pienezza, e quindi con una vita ecclesiale, sacramentale e pastorale propriamente ordinata». In una dichiarazione del 27 giugno 2013, i restanti tre vescovi della Società (dopo l'espulsione di Richard Williamson nel 2012) affermarono che «la causa dei gravi errori che sono in procinto di demolire la Chiesa non risiedeva in una cattiva interpretazione dei testi conciliari – una “ermeneutica della rottura” che si opporrebbe a una “ermeneutica della riforma nella continuità” – bensì veramente nei testi stessi», e dichiarò che la Messa celebrata dal Papa e la generalità della Chiesa cattolica vescovi e sacerdoti era «penetrata da uno spirito ecumenico e protestante, democratico e umanista, che svuota il sacrificio della Croce». La Catholic News Agency ravvisò in questa dichiarazione un ripudio dell'insegnamento di papa Benedetto XVI secondo cui il Concilio Vaticano II dovrebbe essere interpretato in un'"ermeneutica della continuità" con il precedente insegnamento della Chiesa, nonché l’indicazione di una rottura definitiva con la Chiesa cattolica.

## Durante il pontificato di papa Francesco
Il 12 ottobre 2013 Fellay dichiarò: «Ringraziamo Dio, siamo stati preservati da ogni tipo di accordo dello scorso anno». Inoltre, affermò che la Società aveva ritirato il testo che aveva presentato a Roma il 15 aprile 2012, dichiarando al contempo che papa Francesco era "un autentico modernista". L'11 maggio 2014 espresse un'opinione diversa sul Pontefice, affermando di aver letto due volte una biografia di mons. Lefebvre e di essersi divertito: «Con l'attuale papa, poiché è un uomo pratico, guarda le persone…ciò che crede, alla fine gli è indifferente, ciò che conta è che questa persona sia a suo avviso comprensiva, che gli sembri corretta, si può dire così. E quindi lesse due volte Bp, il libro di Tissier de Mallerais su monsignor Lefebvre, e questo libro gli è piaciuto, è contro tutto ciò che noi rappresentiamo, ma, come vita, gli è piaciuto». Descrisse anche il modo in cui papa Francesco avesse avuto una visione tollerante della FSSPX in Argentina, al punto di dire che non li avrebbe condannati e non avrebbe impedito a nessuno di fargli visita.
Il 22 dicembre 2013 Il Corriere della Sera pubblicò un'intervista all'arcivescovo Müller in cui gli era chiesto: "Ora che le discussioni sono fallite, qual è la situazione dei lefebvriani?" Müller replicò: “Ai vescovi è stata tolta la scomunica canonica per le ordinazioni illecite, ma resta la scomunica sacramentale de facto per lo scisma; essi hanno abbandonato la comunione con la Chiesa. Noi non abbiamo fatto seguito a ciò chiudendo la porta, né lo faremo mai, e noi li esortiamo a riconciliarsi. Ma anche da parte loro devono cambiare atteggiamento e accettare le condizioni della Chiesa cattolica e il Sommo Pontefice come criterio definitivo di appartenenza».

### Giubileo straordinario della misericordia
Nel 2016, in commemorazione del Giubileo straordinario della misericordia, papa Francesco ha concesso ai sacerdoti della Fraternità San Pio X di conferire validamente l'assoluzione confessionale, laddove prima non possedevano la giurisdizione necessaria per conferire questo sacramento. Al termine del Giubileo della Misericordia, papa Francesco ha concesso che questa facoltà continuasse a tempo indeterminato.

### Correzione filiale
Nell'agosto 2017, il vescovo Fellay si è unito ad altri 61 teologi cattolici e critici di papa Francesco nel firmare la Correctio filialis de haeresibus propagatis, una correzione filiale riguardante sette presunte eresie contenute nell'esortazione apostolica di papa Francesco Amoris Laetitia. La Santa Sede non rispose alla correzione filiale.  Tuttavia, il segretario di Stato vaticano, il cardinale Pietro Parolin, affrontò indirettamente la controversia, invitando coloro che non erano d'accordo con il Papa a dialogare con la Chiesa al fine di "trovare modi per intendersi”.

### Soppressione della Pontificia Commissione Ecclesia Dei
Il 17 gennaio 2019 papa Francesco soppresse la Commissione e ne riattribuì le responsabilità alla Congregazione per la Dottrina della Fede. Il 19 gennaio la Sala stampa della Santa Sede pubblicò il suo decreto. Affermò che le questioni in sospeso erano "di natura dottrinale" e che un gruppo all'interno della Congregazione per la Dottrina della Fede si sarebbe assunto le responsabilità della Commissione.
Una fonte vaticana dichiarò che l'azione di Francesco rappresentò "una normalizzazione dello status ecclesiastico delle comunità tradizionaliste [orbitanti attorno alla figura] di Pio X che molti anni fa si erano riconciliate con la Sede di Pietro, così come quelle che celebravano la forma straordinaria". Descrisse la soppressione come una riorganizzazione "mondana" che aveva riconosciuto in che misura la Commissione era riuscita a stabilizzare le comunità tradizionali all'interno della Chiesa.